# Mansuetus van Milaan

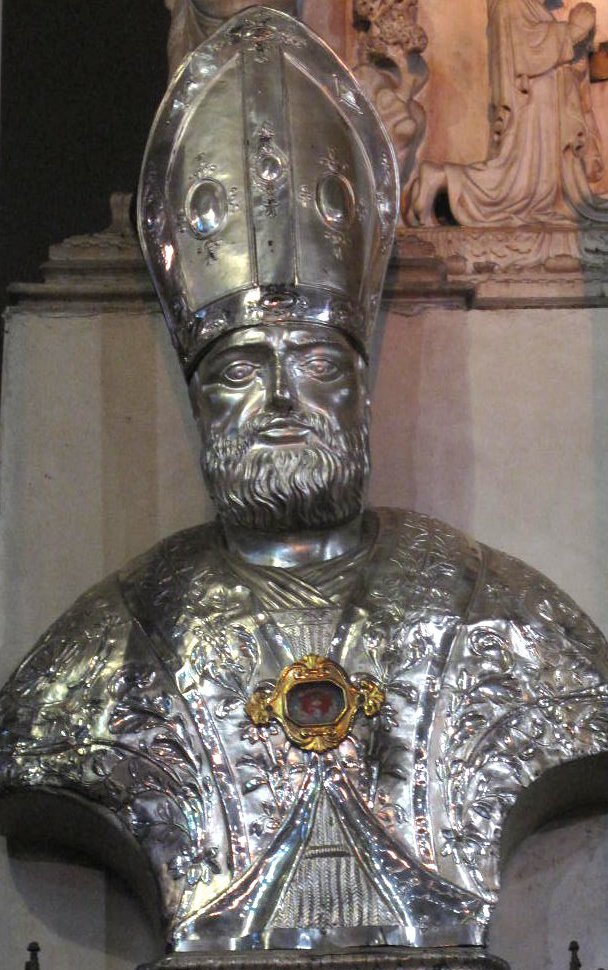
Zilveren reliekschrijn van H. Mansuetus in Basiliek van H. Eustorgius in Milaan

Mansuetus van Milaan ( -  ca. 685, Milaan, Italië) was de aartsbisschop van Milaan in de late 7e eeuw. Over zijn afkomst en vroege leven is weinig bekend, maar hij werd rond 672 tot bisschop van de stad gewijd, in een periode waarin het Longobardische koninkrijk over Noord-Italië heerste.
Als leider van de Milanese Kerk werkte hij aan de versterking van het christelijk geloof, de organisatie van de bisdommen en het onderhouden van de banden tussen de Romeinse en Ambrosiaanse tradities. Hij zou zich hebben ingezet voor kerkelijke hervormingen en de handhaving van discipline binnen de clerus.
Hij bekleedde het bisschopsambt tot zijn dood rond 680.

## Verering
Mansuetus werd na zijn dood als heilige vereerd, en zijn feestdag wordt gevierd op 19 februari. Hoewel zijn cultus beperkt bleef tot Milaan en omgeving, wordt hij herinnerd als een toegewijde herder van de Kerk in een periode van politieke en religieuze veranderingen.
Zijn naam wordt genoemd in oude Milanese bronnen, maar concrete details over zijn leven en daden blijven schaars.